# Honghe (sockenhuvudort i Kina, Ningxia Huizu Zizhiqu, lat 35,77, long 106,70)
Honghe är en sockenhuvudort i Kina. Den ligger i den autonoma regionen Ningxia, i den nordvästra delen av landet, omkring 300 kilometer söder om regionhuvudstaden Yinchuan. Antalet invånare är 17 833. Befolkningen består av 8 743 kvinnor och 9 090 män. Barn under 15 år utgör 24,0 %, vuxna 15-64 år 68 %, och äldre över 65 år 7,0 %.
Runt Honghe är det tätbefolkat, med 266 invånare per kvadratkilometer. Honghe är det största samhället i trakten. Trakten runt Honghe består till största delen av jordbruksmark.
Genomsnittlig årsnederbörd är 710 millimeter. Den regnigaste månaden är september, med i genomsnitt 159 mm nederbörd, och den torraste är december, med 1 mm nederbörd.